# Draconinae
I Draconinae sono una sottofamiglia di rettili della famiglia degli agamidi, trovati in Asia meridionale e Oceania. Alcuni tassonomisti ritengono che questi generi appartengano alla sottofamiglia Agaminae.

## Tassonomia
La sottofamiglia comprende i seguenti generi:
- Acanthosaura
- Aphaniotis
- Bronchocela
- Calotes
- Ceratophora
- Complicitus
- Cophotis
- Cristidorsa
- Dendragama
- Diploderma
- Draco
- Gonocephalus
- Harpesaurus
- Hypsicalotes
- Japalura
- Lophocalotes
- Lyriocephalus
  - Lyriocephalus scutatus (Linnaeus, 1758)
- Malayodracon
  - Malayodracon robinsonii[2]
- Mantheyus
  - Mantheyus phuwuanensis Manthey & Nabhitabhata, 1991
- Microauris
  - Microauris aurantolabium (Pal et al., 2018)
- Mictopholis - a volte classificato come Pseudocalotes
  - Mictopholis austeniana (Annandale, 1908)
- Monilesaurus
- Otocryptis
- Pelturagonia
- Phoxophrys
  - Phoxophrys tuberculata Hubrecht, 1881
- Psammophilus
- Pseudocalotes
- Pseudocophotis
- Ptyctolaemus
- Salea
- Sarada
- Sitana
- †Tikiguania